# 涙を抱いた渡り鳥
「涙を抱いた渡り鳥」（なみだをだいたわたりどり）は、1964年10月15日に発売された水前寺清子のデビューシングル。

## 概要
作詞は星野哲郎（有田めぐむ名義）、作曲は市川昭介（いづみゆたか名義）である。いずれも別名義を用いたのは、星野がクラウンレコード（後の日本クラウン）に移籍する前、日本コロムビア専属作詞家の時に書いた作品であることと、市川はコロムビア専属作曲家であり、本来ならばクラウンの所属である水前寺の楽曲を書けないという事情による、苦肉の策であった。
元々は、クラウンの設立にあわせてコロムビアからクラウンに移籍することが取り沙汰されていた畠山みどりが移籍第1号シングルとして『袴を履いた渡り鳥』というタイトルで歌う予定だった。しかし、クラウンレコードへ移籍する予定だった畠山が、能登半島の七尾へコロムビア首脳陣が追いかけの引き留めになって、そのままコロムビアに残留することになったため、「コロムビア歌謡コンクール」に出場していながらもデビューできずにいた水前寺がクラウンに移籍し、畠山のキーのままでレコードデビューを果たすことになった。
素敵なドレスの歌手生活を夢見ていた水前寺だったが、ボーイッシュなこの歌でデビューすることに抵抗はあったものの、会社から「これで駄目なら歌は諦めろ」と言われ、長年の下積み生活を思えば、文句も言えず歌うことになった。
「今日から男で生きる」という気持ちに徹して歌おうと、主演映画は全部見ていた大ファンの大川橋蔵の、なかでも「若様侍捕物帖」の扮装でいくことになった。
水前寺は本楽曲で翌1965年の「第16回NHK紅白歌合戦」に初出場を果たした。また、1979年の「第30回NHK紅白歌合戦」でも紅白30回を記念して、初出場曲である本楽曲が歌われた。

## 収録曲
- 両楽曲共に、作詞：有田めぐむ／作曲・編曲：いづみゆたか

1. 涙を抱いた渡り鳥（3分34秒）
2. 天国の近く（4分24秒）

## カバー
- 都はるみ - 2007年、アルバム『恩愛の花～都はるみ 市川昭介を歌う～』収録
- 氷川きよし - 2008年、アルバム『氷川きよし・演歌名曲コレクション8〜玄海船歌〜』収録
- 天童よしみ - 2009年、アルバム『天童節 昭和演歌名曲選 第十一集』収録
- 西方裕之 - 2011年、アルバム『星野哲郎を唄う』収録